# Dendrocnide venosa
Dendrocnide venosa är en nässelväxtart som först beskrevs av Adolph Daniel Edward Elmer, och fick sitt nu gällande namn av Chew. Dendrocnide venosa ingår i släktet Dendrocnide och familjen nässelväxter. Inga underarter finns listade i Catalogue of Life.